# هورات
هورات (به آلمانی: Horath) یک شهر در آلمان است که در برنکاستل-ویتلیش واقع شده‌است. هورات ۴۵۱ نفر جمعیت دارد.